# Shilluk (langue)
Pour les articles homonymes, voir Shilluk.
Le shilluk (dhøg Cøllø en shilluk), aussi appelé dhok chollo, colo, dhocolo, chulla, shulla, est une langue nilo-saharienne, du sous-groupe des langues nilotiques. Il est parlé dans le Soudan du Sud par les Shilluk dont le nombre de locuteurs était estimé en 1982 à 175 000.
Le peuple se désigne par le nom de Cøllø [cɔ̀llɔ̀] . La langue est appelée dhøg Cøllø [d̪ɔ́cɔ̀llɔ̀]. Le terme shilluk est une prononciation d'origine arabe.

## Écriture
Le shilluk a au moins trois orthographes et alphabets différents, celui utilisé par Westermann, celui de Kohnen et celui de la SIL.
| a | á | à | ä  | aa | b | c | d | dh | dhh | e   | é  | è   | ë  | ee  | g |
| i | í | ì | ï  | ii | j | k | l | m  | ng  | ngg | nh | nhh | ny | nyy | o |
| ó | ö | ø | oo | p  | r | s | t | th | u   | ú   | ù  | uu  | v  | w   | y |

## Phonologie
Les tableaux présentent les voyelles et les consonnes du shilluk.

### Voyelles
|         | Antérieure  | Centrale    | Postérieure       |
| ------- | ----------- | ----------- | ----------------- |
| Fermée  | i [i] i̠ [i̠] |             | u̠ [u̠]             |
| Moyenne | e [ɛ] e [ɛ̠] |             | o [o] ɔ̠ [ɔ̠] ɔ [ɔ] |
| Ouverte |             | a [a] a̠ [a̠] |                   |

Chacune de ces voyelles existe, de plus, sous une forme longue qui est phonémique.

### Deux types de voyelles
Le shilluk, comme la plupart des langues nilotiques, différencie les voyelles selon leur lieu d'articulation. Elles sont soit prononcées avec avancement de la racine de la langue, soit avec rétraction de la racine de la langue. Gilley utilise les termes de « larynx étendu » ou « voyelle soufflée ».
Les voyelles avec avancement de la racine de la langue sont [i], [e], [o], [ɔ], [a] et les longues correspondantes. Les voyelles avec rétraction de la racine de la langue sont [i̠], [e̠], [o̠], [ɔ̠], [u̠] et [a̠] et les longues correspondantes.

### Consonnes
|              |              | Labiales | Dentales | Alvéolaires | Latérales | Dorsales | Dorsales |
| ------------ | ------------ | -------- | -------- | ----------- | --------- | -------- | -------- |
| Palatales    | Vélaires     | Labiales | Dentales | Alvéolaires | Latérales |          |          |
| Occlusives   | Sourde       | p [p]    | t̪ [t̪]    | t [t]       |           |          | k [k]    |
| Occlusives   | Sonore       | b [b]    | d̪ [d̪]    | d [d]       |           |          | g [g]    |
| Fricative    | Fricative    |          |          | s [s]       |           |          |          |
| Affriquée    | Sourde       |          |          |             |           | c [t͡ʃ]   |          |
| Affriquée    | Sonore       |          |          |             |           | j [d͡ʒ]   |          |
| Nasale       | Nasale       | m [m]    | n̪ [n̪]    | n [n]       |           | ɲ [ɲ]    | ŋ [ŋ]    |
| liquide      | liquide      |          |          | r [r]       | l [l]     |          |          |
| Semi-voyelle | Semi-voyelle | w [w]    |          |             |           | y [j]    |          |

### Une langue tonale
Le shilluk est une langue tonale.